# Красное (Синельниковский район)
Красное (укр. Красне) — село,
Зайцевский сельский совет,
Синельниковский район,
Днепропетровская область,
Украина.
Код КОАТУУ — 1224882003. Население по переписи 2001 года составляло 237 человек.

## Географическое положение
Село Красное находится на расстоянии в 2 км от сёл Терновое, Очеретоватое и Терники.
По селу протекает пересыхающий ручей с запрудой.
Рядом проходят автомобильная дорога Т-0416 и
железная дорога, станция Зайцево в 4-х км.